# Șoltoaia, Fălești
Șoltoaia (în germană Scholtoi) este un sat situat în vestul Republicii Moldova, în Raionul Fălești. Aparține administrativ de comuna Ciolacu Nou. La recensământul din 2004 avea o populație de 263 locuitori. 
Satul a fost locuit de germanii basarabeni.

## Istorie
Satul Șoltoaia este menționat pentru prima dată într-un document din timpul domniei lui Antioh Constantin, care întărește uric lui Răzmăriță Brahă, căpitan de dărăbani, stăpânirea peste satul Hărmănești, pe Prut, ținutul Iași, pe care îl are dinspre partea moșului său Săpoteanul, după hotărnicia lui Vasile Rojniță vornic de poartă și a lui Gheorghe Hermeziul diac, deoarece dresele ce le-a avut au pierit de
multe prăzi, fiind răscoală în țară. Hotarele moșiei sunt: Țifuneni, lunca Prutului (șleau), Șoltoae, Valea Hămeniții, Chirileni, hotarul Seimenilor, drumul Sorocii, hotarul golăianilor.